# Christophe Proença
Christophe Proença est un homme politique français, né le 31 mai 1966 à Saint-Céré (Lot). Membre du Parti socialiste, il est élu député en juillet 2024.

## Biographie
Né à Saint-Céré d’une mère française et d’un père d'origine portugaise qui avait fui la dictature de Salazar, Christophe Proença est enseignant en sciences de l’ingénieur et éducateur sportif bénévole dans le football.
Christophe Proença est maire de la commune de Gintrac et conseiller départemental du Lot où il occupe la position de vice-président chargé de l’Attractivité, du Tourisme et du Sport de ce département. 
Il se présente comme dissident face au candidat investi par la Nouvelle Union populaire écologique et sociale lors des législatives de 2022, contribuant à faire élire la candidate macroniste Huguette Tiegna.
Il est également président de la communauté de communes Cauvaldor lorsqu'il se présente aux élections législatives de juillet 2024.
Il élu lors des élections législatives de 2024 avec 46.83% des voix lors de la triangulaire l'opposant au candidat Rassemblement national Gérard Blanchet et à la députée sortante Huguette Tiegna (Renaissance), qui avait décidé de se maintenir malgré sa troisième place au premier tour, contre l’avis du parti Renaissance.
Il démisionne de son mandat de Président de la Communauté de communes Causses et Vallée de la Dordogne à la suite de son élection et est remplacé par Jean-Claude Fouché.

## Détail des fonctions et mandats

### Mandats électifs
- Depuis le 7 juillet 2024 : député de la 2e circonscription du Lot